# Водяники (курорт)
Водяники — гірськолижний курорт у Черкаській області, Звенигородський район (село Водяники)
Водяники — зовсім новий штучно створений лижний курорт, працює з січня 2009 року. Відстань від Києва 200 км. Система штучного засніження дозволяє отримати прекрасний підготовлений схил практично при перших заморозках. Оснащений найсучаснішим устаткуванням і сніговими гарматами (починають працювати після -5 градусів). Ідеальне місце для катання на вихідних. Існують траси як для початківців, так і для досвідчених. Якщо Ви експерт або спортсмен можете підвищити свою майстерність в сноуборд парку з трьома лініями трамплінів і half — pipe. Загальна протяжність трас становить понад 2000 метрів, які постійно вирівнюються за допомогою ратрака і чудово освітлені. Також до послуг відвідувачів надано прокатний пункт лижного спорядження та квадроциклів.
Всього 3 траси категорії — червона, синя, зелена. Сноупарк, трампліни, пайп (спеціальна U-подібна траса для катання на сноуборді — перша в Україні!). Найдовша 750 м, перепад висот близько 100 м. На підйом працюють один 4-крісельний і один бугельний підйомник з 09:00 до 20:00. Черга до 10 хвилин. Нічне катання з 17:00 до 20:00. Істотний мінус — відсутність в прокаті сноубордів. Індивідуальні заняття з інструктором. Жити можна у приватному секторі в околицях, а також в районному центрі Звенигородка. Є кафе, медпункт. Розваги: фан-парк (3 трампліни і піраміда), хафпайп для сноубордингу, сноутюбінг, трек для бігових лиж, сіеркросс, бордеркросс, гра на льоду Айсшток, санки.
Детально: http://www.stejka.com/ukr/4erkasskaja/vodjaniki/ski/gornolyjnyy_kurort_vodjaniki/ [Архівовано 12 травня 2014 у Wayback Machine.]